# Distretto di Martök
Il distretto di Martök (in kazako: Мәртөк ауданы) è un distretto (audan) del Kazakistan con  capoluogo Martök.